# Jumellea exilis
Jumellea exilis är en orkidéart som först beskrevs av Eugène Jacob de Cordemoy, och fick sitt nu gällande namn av Rudolf Schlechter. Jumellea exilis ingår i släktet Jumellea och familjen orkidéer.
Artens utbredningsområde är Réunion. Inga underarter finns listade i Catalogue of Life.